# Muni Ki Reti
Muni Ki Reti là một thị xã và là một nagar panchayat của quận Tehri Garhwal thuộc bang Uttaranchal, Ấn Độ.

## Nhân khẩu
Theo điều tra dân số năm 2001 của Ấn Độ, Muni Ki Reti có dân số 7879 người. Phái nam chiếm 63% tổng số dân và phái nữ chiếm 37%. Muni Ki Reti có tỷ lệ 73% biết đọc biết viết, cao hơn tỷ lệ trung bình toàn quốc là 59,5%: tỷ lệ cho phái nam là 79%, và tỷ lệ cho phái nữ là 63%. Tại Muni Ki Reti, 13% dân số nhỏ hơn 6 tuổi.